# Lancer du javelot masculin aux Jeux olympiques d'été de 1992
Navigation
Séoul 1988 Atlanta 1996
L'épreuve du lancer du javelot masculin aux Jeux olympiques de 1992 s'est déroulée les 7 et 8 août 1992 au Stade de Montjuïc de Barcelone, en Espagne. Elle est remportée par le Tchèque Jan Železný qui établit un nouveau record olympique avec 89,66 m.

## Résultats

### Finale
| Rang               | Athlète            | Pays                        | Essais | Essais | Essais | Essais | Essais | Essais | Marque  | Notes |
| Rang               | Athlète            | Pays                        | 1      | 2      | 3      | 4      | 5      | 6      | Marque  | Notes |
| ------------------ | ------------------ | --------------------------- | ------ | ------ | ------ | ------ | ------ | ------ | ------- | ----- |
| Médaille d'or      | Jan Železný        | Tchécoslovaquie             | 89.66  | X      | X      | 88.18  | 86.28  | X      | 89.66 m | OR    |
| Médaille d'argent  | Seppo Räty         | Finlande                    | 78.50  | 86.60  | 81.44  | 83.22  | X      | X      | 86.60 m |       |
| Médaille de bronze | Steve Backley      | Grande-Bretagne             | 82.44  | 82.02  | 79.46  | 83.38  | 78.32  | 79.86  | 83.38 m |       |
| 4                  | Kimmo Kinnunen     | Finlande                    | X      | 82.62  | X      | X      | X      | X      | 82.62 m |       |
| 5                  | Sigurður Einarsson | Islande                     | 79.52  | 75.02  | 77.96  | X      | X      | 80.34  | 80.34 m |       |
| 6                  | Juha Laukkanen     | Finlande                    | 77.44  | X      | 74.56  | 76.92  | 79.20  | 78.46  | 79.20 m |       |
| 7                  | Michael Barnett    | États-Unis                  | 78.64  | 78.58  | X      | 77.70  | 74.12  | X      | 78.64 m |       |
| 8                  | Andrey Shevchuk    | Équipe unifiée de l’ex-URSS | 77.00  | X      | 77.74  | X      | X      | 73.42  | 77.74 m |       |
| 9                  | Gavin Lovegrove    | Nouvelle-Zélande            | 74.46  | 77.08  | 76.78  |        |        |        | 77.08 m |       |
| 10                 | Tom Pukstys        | États-Unis                  | 76.72  | X      | 72.12  |        |        |        | 76.72 m |       |
| 11                 | Mick Hill          | Grande-Bretagne             | 75.50  | X      | 72.02  |        |        |        | 75.50 m |       |
| 12                 | Volker Hadwich     | Allemagne                   | 75.28  | 72.98  | 70.12  |        |        |        | 75.28 m |       |

## Légende
Records et Performances
- AR : Record continental (area record)
- CR : Record des championnats (championship record)
- MR : Record du meeting (meet record)
- NR : Record national (national record)
- OR : Record olympique (olympic record)
- PR : Record paralympique (paralympic record)
- PB : Record personnel (personal best)
- SB : Meilleure performance personnelle de la saison (season's best)
- WL : Meilleure performance mondiale de l'année (world leader)
- WJR : Record du monde junior (world junior record)
- WR : Record du monde (world record)

Circonstances et Conditions
- DNF : N'a pas terminé (did not finish)
- DNS : N'a pas pris le départ (did not start)
- DQ : Disqualification (disqualification)
- NM : Aucun essai valable enregistré (No Mark)
- Q : Qualifié « directement » au prochain tour (ou à la prochaine compétition), lors d'une compétition majeure, grâce au classement ou à la réalisation des minima (automatic qualifier)
- q : Qualifié au prochain tour (ou à la prochaine compétition), lors d'une compétition majeure, grâce au repêchage ou à la réalisation de l'une des meilleures performances parmi celles des « non qualifiés directement » (grâce au meilleur temps ou à la meilleure distance par exemple) (secondary qualifier)